# Coupe de la Ligue 2018-2019 (fase finale)
Questa voce raccoglie un approfondimento sulle gare della fase finale dell'edizione 2018-2019 della Coupe de la Ligue di calcio.

## Date
| Fase        | Turno            | Partita unica       |                     |
| ----------- | ---------------- | ------------------- | ------------------- |
| Fase Finale | Ottavi di finale | 18-19 dicembre 2018 | 18-19 dicembre 2018 |
| Fase Finale | Quarti di finale | 8-9 gennaio 2019    | 8-9 gennaio 2019    |
| Fase Finale | Semifinali       | 29-30 gennaio 2019  | 29-30 gennaio 2019  |
| Fase Finale | Finale           | 30 marzo 2019       | 30 marzo 2019       |

## Squadre

### Teste di serie
- Bordeaux
- Monaco

- Olympique Lione
- Olympique Marsiglia

- Paris Saint-Germain
- Rennes

### Qualificate dai preliminari
- Amiens
- Digione
- Guingamp
- Le Havre

- Lorient
- Nantes
- Nîmes
- Nizza

- Orléans
- Strasburgo

## Ottavi di finale

### Tabellini
| Arbitro: | Miguelgorry |

|          |           |                      |
| Lopy 69’ | Marcatori | 41’ Cavani 81’ Diaby |

| Arbitro: | Abed |

|                                 |           |                                             |
| Denayer 71’ (aut.) Timité 90+1’ | Marcatori | 20’ (rig.) Dembélé 45+3’ Traoré 60’ Terrier |

| Arbitro: | Buquet |

|                               |                      |                                  |
| Luiz Gustavo 80’              | Marcatori            | 18’ (rig.) Martin                |
| Lopez Payet Luiz Gustavo Rami | Tiri di rigore 2 – 4 | Liénard Thomasson Mothiba Martin |

| Arbitro: | Lesage |

|                                |                      |                           |
| Lees-Melou Dante Walter Jallet | Tiri di rigore 1 – 3 | Mendy Eboa Eboa N'Gbakoto |

| Arbitro: | Millot |

|              |           |  |
| Biancone 70’ | Marcatori |  |

| Arbitro: | Bastien |

|                        |           |           |
| Mexer 60’ Da Silva 89’ | Marcatori | 49’ Waris |

| Arbitro: | Batta |

|  |           |           |
|  | Marcatori | 66’ Bašić |

| Arbitro: | Letexier |

|                         |           |              |
| Kadewere 33’ Bonnet 58’ | Marcatori | 38’ Bobichon |

### Risultati
| Squadra 1           | Risultato       | Squadra 2           |
| ------------------- | --------------- | ------------------- |
| 18 dicembre 2018    |                 |                     |
| Orléans             | 1 - 2           | Paris Saint-Germain |
| 19 dicembre 2018    |                 |                     |
| Amiens              | 2 - 3           | Olympique Lione     |
| Olympique Marsiglia | 1 - 1 (2-4 dtr) | Strasburgo          |
| Nizza               | 0 - 0 (1-3 dtr) | Guingamp            |
| Monaco              | 1 - 0           | Lorient             |
| Rennes              | 2 - 1           | Nantes              |
| Digione             | 0 - 1           | Bordeaux            |
| Le Havre            | 2 - 1           | Nîmes               |

## Quarti di finale

### Tabellini
| Arbitro: | Turpin |

|            |           |                             |
| Traoré 49’ | Marcatori | 26’ (rig.) Ajorque 52’ Koné |

| Arbitro: | Delerue |

|                                                                                            |                      |                                                                                   |
| Rony Lopes 55’                                                                             | Marcatori            | 30’ Bourigeaud                                                                    |
| Pelé Tielemans Aït Bennasser Isidor Glik Naldo Diop Rony Lopes Serrano Henrichs Badiashile | Tiri di rigore 8 – 7 | Niang Grenier Ben Arfa André Zeffane Da Silva Sarr Bourigeaud Mexer Traoré Koubek |

| Arbitro: | Buquet |

|          |           |  |
| Kalu 70’ | Marcatori |  |

| Arbitro: | Bastien |

|            |           |                                          |
| Neymar 63’ | Marcatori | 83’ (rig.) N'Gbakoto 90+2’ (rig.) Thuram |

### Risultati
| Squadra 1           | Risultato       | Squadra 2  |
| ------------------- | --------------- | ---------- |
| 8 gennaio 2019      |                 |            |
| Olympique Lione     | 1 - 2           | Strasburgo |
| 9 gennaio 2019      |                 |            |
| Monaco              | 1 - 1 (8-7 dtr) | Rennes     |
| Bordeaux            | 1 - 0           | Le Havre   |
| Paris Saint-Germain | 1 - 2           | Guingamp   |

## Semifinali

### Tabellini
| Arbitro: | Brisard |

|                                                  |                      |                                                         |
| Mendy 46’ Thuram 55’                             | Marcatori            | 18’ Rony Lopes 24’ Golovin                              |
| Rodelin Roux Eboa Eboa Rebocho Thuram Phiri Coco | Tiri di rigore 5 – 4 | Fàbregas Ballo-Touré Jemerson Henrichs Glik Sidibé Diop |

| Arbitro: | Gautier |

|                              |           |                         |
| Ajorque 49’ Mothiba 55’, 60’ | Marcatori | 14’ Sankharé 82’ Briand |

### Risultati
| Squadra 1       | Risultato       | Squadra 2 |
| --------------- | --------------- | --------- |
| 29 gennaio 2019 |                 |           |
| Guingamp        | 2 - 2 (5-4 dtr) | Monaco    |
| 30 gennaio 2019 |                 |           |
| Strasburgo      | 3 - 2           | Bordeaux  |

### Finale
| Arbitro: | Millot |

|                                |                      |                     |
| Prcić Thomasson Liénard Carole | Tiri di rigore 4 – 1 | Mendy Didot Rodelin |

| Strasburgo | Guingamp |

#### Formazioni
| Strasburgo (5-3-2) |    |                       |     |
|                    |    |                       |     |
| P                  | 30 | Bingourou Kamara      |     |
| D                  | 4  | Pablo Martinez        |     |
| D                  | 5  | Lamine Koné 90’       |     |
| D                  | 13 | Stefan Mitrović (c)   |     |
| D                  | 19 | Anthony Caci          |     |
| D                  | 27 | Kenny Lala            |     |
| C                  | 14 | Sanjin Prcić          |     |
| C                  | 18 | Ibrahima Sissoko 118’ | 69’ |
| C                  | 26 | Adrien Thomasson 97’  |     |
| A                  | 12 | Lebo Mothiba 81’      |     |
| A                  | 25 | Ludovic Ajorque 105’  |     |
| A disposizione:    |    |                       |     |
| P                  | 1  | Matz Sels             |     |
| D                  | 22 | Youssouf Fofana       |     |
| D                  | 23 | Lionel Carole 90’     |     |
| C                  | 11 | Dimitri Liénard 118’  |     |
| C                  | 17 | Anthony Gonçalves     |     |
| A                  | 20 | Kévin Zohi 105’       |     |
| A                  | 29 | Nuno da Costa 81’     |     |
| Allenatore:        |    |                       |     |
| Thierry Laurey     |    |                       |     |

| Guingamp (4-3-3)   |    |                      |     |
|                    |    |                      |     |
| P                  | 16 | Marc-Aurèle Caillard |     |
| D                  | 5  | Pedro Rebocho        |     |
| D                  | 15 | Jérémy Sorbon (c)    |     |
| D                  | 25 | Cheick Traoré        |     |
| D                  | 29 | Christophe Kerbrat   |     |
| C                  | 6  | Lebogang Phiri 24’   |     |
| C                  | 7  | Ludovic Blas 98’     |     |
| C                  | 21 | Didier N'Dong        |     |
| A                  | 10 | Nicolas Benezet 70’  | 86’ |
| A                  | 11 | Marcus Thuram        |     |
| A                  | 26 | Nolan Roux 67’       |     |
| A disposizione:    |    |                      |     |
| P                  | 1  | Karl-Johan Johnsson  |     |
| D                  | 3  | Papy Djilobodji      |     |
| D                  | 20 | Félix Eboa Eboa      |     |
| C                  | 19 | Mehdi Merghem        |     |
| C                  | 22 | Étienne Didot 98’    |     |
| A                  | 9  | Alexandre Mendy 67’  |     |
| A                  | 23 | Ronny Rodelin 86’    |     |
| Allenatore:        |    |                      |     |
| Jocelyn Gourvennec |    |                      |     |